# École nationale supérieure d’électricité et de mécanique de Nancy
Die École nationale supérieure d’électricité et de mécanique de Nancy (ENSEM) ist eine öffentliche französische Ingenieurschule, die im Jahr 1900 gegründet wurde.
Die Hochschule bietet einen Studiengang für Energietechnik an, der im zweiten und dritten Studienjahr die Wahl zwischen drei Schwerpunkten bietet, die jeweils einem Fachbereich zugeordnet sind:
- Energietechnik: Fachbereich Maschinenbau;
- Elektrische Energie: Fachbereich Elektrotechnik;
- System, Information, Energie: Abteilung für automatisierte Systeme.[3]

Die ENSEM mit Sitz in Nancy ist Mitglied des Institut national polytechnique de Lorraine und der Université de Lorraine.

## Berühmte Absolventen
- Ari Abramowitsch Sternfeld (1905–1980), polnisch-sowjetischer Raumfahrtpionier
- Felix Zandman (1927–2011), Gründer und zuletzt Aufsichtsratsvorsitzender (Chairman of the Board) der Vishay Intertechnology, Inc., eines der weltweit größten Unternehmen für elektronische Bauteile